# Санта-Рита (Параиба)
Санта-Рита (порт. Santa Rita) — муниципалитет в Бразилии, входит в штат Параиба. Составная часть мезорегиона Зона-да-Мата-Параибана. Входит в экономико-статистический микрорегион Жуан-Песоа. Население составляет 134 074 человека на 2007 год. Занимает площадь 727 км². Плотность населения — 168,4 чел./км².
Покровителем города считается Святая Рита де-Касья.

## История
Город основан 9 марта 1890 года.

## Статистика
- Валовой внутренний продукт на 2004 год составляет 891 572 000,00 реалов (данные: Бразильский институт географии и статистики).
- Валовой внутренний продукт на душу населения на 2004 год составляет 7029 реалов (данные: Бразильский институт географии и статистики).